# 石川竜司
石川 竜司（いしかわ りゅうじ、1976年5月12日 - ）は、日本のソングライター、ギタリスト。山梨県南アルプス市生まれ。おうし座。血液型はA型。

## 来歴
1996年、小学校以来の幼なじみの山口進（現・30size）・藤原幸広とスリーピースロックバンドOUTLAWを結成。
2004年4月、SME Recordsよりメジャー・デビュー。
2005年11月、片岡大志をプロデューサーに迎え『Beautiful life』を発売。
2006年4月1日、下北沢CLUB251でのワンマンライブを以て解散。
2007年、ソロギタリストとしてライブ活動開始。9月、加藤貴之の制作プロデューサーとしての活動を開始。
2010年11月、加藤貴之の制作プロデューサーとしての活動を終了。ソロギタリストとしての活動を再開。

## 音楽
OUTLAW時代はロックサウンド中心の演奏スタイルで活動するが、ソロギタリストとしてアンプラグド器楽曲ライブを精力的に行っていた。2007年以降は加藤貴之、佐々木希、関ジャニ∞、fumika、藍坊主のレコーディング・ライブとジャンルを問わず参加している。
ライブ制作プロデューサーとしては、ロックバンド出身ながらアコースティック・ギターでの演奏を中心に手がけている。ギター演奏は真島昌利に影響を受け、ギブソン・レスポールを愛用。アコースティック・ギターはSeagull(シーガル)、マーティンを愛用。

### プロデュース
- 加藤貴之
  - ヒトツタチ （2008年5月27日）
  - Beautiful Way  （2009年5月27日、candy jam records CJRC0901）
  - ねがい  （2010年4月24日、YM MUSIC YMMC1001）

### レコーディング
- 佐々木希「non×non!! 〜2011 spring edition〜」（2011年3月16日）
  - 着うた（全6バージョン）

- 関ジャニ∞
  - 「マイホーム」（2011年5月11日）
    - テレビ朝日 金曜ナイトドラマ「犬を飼うということ〜スカイと我が家の180日〜」主題歌

  - 「FIGHT」（2011年11月16日）
    - M-2 宇宙に行ったライオン
    - 通常盤DISC2・M-1 スケアクロウ

- fumika　（2011年9月28日）
  - 映画「はやぶさ/HAYABUSA」主題歌「たいせつな光」M-3 Home Sweet Home